# RETScreen
RETScreen Clean Energy Management (зазвичай скорочується до RETScreen) — програмний пакет з відновлюваної енергії та енергоефективності, розроблений урядом Канади. Програма RETScreen Expert була представлена в 2016 році на Міністерській конференції з чистої енергетики у Сан-Франциско.
RETScreen Expert є поточною версією програмного забезпечення, яка була випущена для громадськості 19 вересня 2016 року. Програмне забезпечення дозволяє комплексно ідентифікувати, оцінювати й оптимізувати технічну й фінансову життєздатність потенційних проектів з відновлюваної енергії та енергоефективності, а також вимірювати й перевіряти фактичну ефективність об'єктів і визначати можливості зі збереження та виробництва енергії. "Режим перегляду" в RETScreen Expert є безкоштовним і надає доступ до всіх функціональних можливостей програмного забезпечення. Проте, на відміну від попередніх версій RETScreen, новий "Професійний режим" (який дозволяє користувачам зберігати, друкувати тощо) тепер доступний на основі річної підписки.
RETScreen Suite, що складається з RETScreen 4 та RETScreen Plus, є попередньою версією програмного забезпечення RETScreen. RETScreen Suite включає можливості аналізу когенерації та позамережевого аналізу.
На відміну від RETScreen Suite, RETScreen Expert є єдиною інтегрованою програмною платформою, що використовує детальні та всеосяжні архетипи для оцінки проектів і включає можливості портфельного аналізу. Програма RETScreen Expert об'єднує декілька баз даних для надання допомоги користувачеві, включаючи глобальну базу даних про кліматичні умови, отриманих з 6700 наземних станцій і з супутників НАСА, базу даних опорних позначок, базу даних вартості, базу даних проекту, гідрологічну базу даних і базу даних про продукти. Програмне забезпечення містить великий інтегрований навчальний матеріал, включаючи електронний підручник.

## Історія
Перша версія RETScreen була випущена 30 квітня 1998 року. Програму RETScreen версії 4 було запущено 11 грудня 2007 року на Балі, Індонезія, міністром охорони навколишнього середовища Канади. RETScreen Plus було випущено в 2011 році. RETScreen Suite (що об'єднує RETScreen 4 та RETScreen Plus із чисельними додатковими оновленнями) було випущено у 2012 році. RETScreen Expert було оприлюднено 19 вересня 2016 року.

## Програмні вимоги
Програма потребує Microsoft Windows 7 SP1, Windows 8.1 або Windows 10; та Microsoft .NET Framework 4.7 або вище. Програма може працювати на комп'ютерах Apple Macintosh, які використовують Parallels або VirtualBox для Mac.

## Партнери
RETScreen управляється під проводом та за постійної фінансової підтримки Вареннського науково-дослідного центру природних ресурсів CanmetENERGY департаменту уряду Канади. Основна команда співпрацює з низкою інших урядових і багатосторонніх організацій за технічної підтримки великої мережі експертів у промисловості, уряді та наукових колах. Основними партнерами є Центр досліджень Ленглі NASA, Партнерство з поновлюваних джерел енергії та енергоефективності (REEEP), Оператор незалежної електричної мережі Онтаріо (IESO), енергетичний підрозділ Відділу технологій, промисловості та економіки ЮНЕП, Глобальний екологічний фонд (ГЕФ), Прототипний вуглецевий фонд Світового банку та Ініціатива зі сталої енергетики Йоркського університету.

## Приклади використання
Станом на лютий 2018 р., програмне забезпечення RETScreen мало більш ніж 575 000 користувачів у кожній країні чи території.
Незалежне дослідження з'ясувало, що до 2013 р. використання програмного забезпечення RETScreen по всьому світу призвело до економії понад 8 млрд доларів транзакційних витрат користувачів, скорочення викидів парникових газів на 20 млн тонн на рік і дозволило забезпечити встановлення принаймні 24 ГВт чистої енергетичної потужності.
RETScreen широко використовується для сприяння та реалізації проектів із чистої енергетики. Наприклад, RETScreen було використано:
- для модернізації Емпайр Стейт Білдінг із запровадженням заходів з енергоефективності[22]
- на виробничих потужностях компанії 3M Канада[23]
- широко застосовувалось ірландською вітроенергетичною промисловістю для аналізу потенційних нових проектів[24]
- для моніторингу роботи сотень шкіл в Онтаріо[25]
- спільною програмою "Манітоба Гідро" з використанням комбінованого виробництва тепла й електроенергії (програма біоенергетичної оптимізації) для скринінгу заявок на проекти[26][27]
- для керування споживанням енергії в кампусах університетів і коледжів[28]
- при багаторічній оцінці роботи фотоелектричних систем у Торонто, Канада[29][30]
- для аналізу сонячного нагрівання повітря в установках ВПС США[31]
- для муніципальних установ, включаючи визначення можливостей модернізації в галузі енергоефективності в різних муніципалітетах Онтаріо.[32][33]

Велика підбірка статей про те, як програма RETScreen використовувалася в різних контекстах, доступна на сторінці RETScreen у LinkedIn.
RETScreen також використовується як навчальний та дослідницький інструмент у більш ніж 1100 університетах та коледжах по всьому світу й часто цитується в академічній літературі. Приклади використання RETScreen у навчальних закладах можна знайти в розділах "Публікації та звіти" й "Університетські та коледжні курси" інформаційного бюлетеня RETScreen, доступні через посібник користувача в завантаженому програмному забезпеченні.
Використання RETScreen затверджено або рекомендовано програмами сприяння чистій енергетиці на всіх рівнях державного управління в усьому світі, включаючи РКЗК ООН і ЄС, Канаду, Нову Зеландію та Велику Британію, а також численні американські штати й канадські провінції, міста, муніципалітети, комунальні підприємства. Національні та регіональні навчальні семінари RETScreen були проведені за офіційним запитом урядів Чилі, Саудівської Аравії і 15 країн Західної та Центральної Африки, а також Латиноамериканської енергетичної організації (OLADE).

## Нагороди та визнання
У 2010 році компанія RETScreen International була нагороджена Премією за видатні досягнення в громадському секторі, найвищою нагородою, яка надається канадським урядом державним службовцям.
Програма RETScreen і команда RETScreen були номіновані й отримали ряд інших престижних нагород, включаючи премію Ernst & Young / Euromoney Global Renewable Energy Award, Energy Globe (Національна премія Канади) та медаль GTEC Distinction Award.

## Відгуки
Міжнародне енергетичне агентство в огляді бета-релізу гідроенергетичної частини програмного забезпечення описало її як "дуже вражаючу". Європейська агенція довкілля стверджує, що RETScreen – це "надзвичайно корисний інструмент". RETScreen також називається "одним з небагатьох і на сьогодні найкращим програмним інструментом для оцінки економічних аспектів відновлювальних джерел енергії" та "інструментом для посилення ... узгодженості ринку" чистої енергетики у всьому світі.